# Anuario de Estadística Agraria del Ministerio de Agricultura
El Anuario de Estadística Agraria del Ministerio de Agricultura desde 2016 está integrado en el Anuario del Ministerio de Agricultura y Pesca, Alimentación y Medio Ambiente.
Es un reflejo mayoritario del conjunto de los diferentes campos que abarca el Ministerio de Agricultura, Pesca y Alimentación (MAPA).

## Características
Así, la estructura del Anuario intenta ser un fiel reflejo de la estructura departamental, recopilando la información en cuatro grandes grupos: Estadísticas Básicas, Estadísticas Ambientales, Estadísticas Agrarias y de Alimentación, y Estadísticas Pesqueras.
Cada uno de estos apartados están diferenciados por colores, con objeto de ayudar y facilitar al usuario la búsqueda de datos. Cada capítulo viene a recoger un conjunto de datos y gráficos, así como su metodología correspondiente.

## Usos y aplicaciones
Hay que entender la importancia de este anuario de estadísticas, ya que en los últimos años más de la mitad de las visitas realizas a las estadísticas del Ministerio fueron dirigidas a esta publicación.
Este hecho permite comprender la utilidad que tiene para los diferentes usuarios: ciudadanos, académicos, asociaciones y otros colectivos. De ahí la necesidad de hacer de esta fuente un medio vivo en continua actualización y crecimiento.